# Ишеевская пещерная система

Ишеевская пещерная система, Ишеевская пещера — вторая по протяжённости пещерная система Башкортостана в гипсах. Общая протяжённость системы — 1002 м, площадь пола — 4,6 тыс. м², объём — 9,6 тыс. м³, глубина и амплитуда — по 26 м (1993 год).
Нахождение — Ишимбайский район, Ишеевский сельсовет, правый борт суходола (Арянла на картах), открывающегося справа в долину р. Селеук напротив деревни Ишеево.
Заложена в серых гипсах иренского горизонта кунгурского яруса нижней перми, бронированных известняками. Развита по системе трещин бортового отпора. Состоит из 6-ти горизонтальных коридорных пещер северо-восточного и север-северо-западного простирания, образованных единым водотоком.
Пещерные отложения представлены продуктами обрушения сводов, аллохтонными образованиями.
Возраст системы не превышает 400 тысяч лет.